# The Primrose Ring
The Primrose Ring è un film muto del 1917 diretto da Robert Z. Leonard. La sceneggiatura di Marion Fairfax e Catharine Carr si basa sull'omonimo romanzo di Ruth Sawyer pubblicato a New York nel 1915. Di genere drammatico, il film, prodotto da Jesse L. Lasky e distribuito dalla Paramount, aveva come interpreti Mae Murray, Tom Moore, Winter Hall.

## Trama
Salvata dai miracoli della medicina da una vita sulla sedia a rotelle, Margaret decide di dedicarsi alla cura dei bambini disabili. Diventata infermiera, lavora nel reparto pediatrico nell'ospedale del dottor MacLean. Dopo la morte dell'amato medico, però, le cose cambiano: suo figlio Bob, rientrato dall'estero, stabilisce di chiudere l'istituto e che i bambini che vi sono ospitati devono andarsene. Margaret, fuori di sé, ha uno scontro con l'uomo. Mentre se ne va furiosa, Bob le corre dietro ma, nell'inseguirla, mentre attraversa la strada, va a finire sotto un'automobile. Ricoverato in ospedale, Bob, durante la convalescenza, si rende conto di amare Margaret e decide di costruire una casa per lei e per i suoi piccoli pazienti. Non sapendo però dove sia andata Margaret, la fa rintracciare dagli investigatori. Quando la giovane ritorna, scopre che tutti i suoi sogni si sono avverati e si appresta a vivere nella sua nuova casa con i suoi protetti, accettando volentieri la proposta di matrimonio di Bob.

## Produzione
Il film fu prodotto dalla Jesse L. Lasky Feature Play Company.

## Distribuzione
Il copyright del film, richiesto dalla Jesse L. Lasky Feature Play Co., fu registrato il 2 maggio 1917 con il numero LP10699.
Distribuito dalla Paramount Pictures, il film uscì nelle sale statunitensi il 7 maggio 1917.
Non si conoscono copie ancora esistenti della pellicola che viene considerata presumibilmente perduta.